# Neoplan Neobody
Der Neoplan Neobody ist ein Hochdeckerbus, der von der deutschen Gottlob Auwärter GmbH & Co. KG in Plauen hergestellt wurde.

## Geschichte
Das Modell wurde 1996 auf der RAI-Motorenmesse in Maastricht, Niederlande, vorgestellt. Es konnte auf Fahrgestellen der europäischen Hersteller MAN, Mercedes-Benz und Volvo aufgebaut werden. Es wurde in die Neoplan-Reihe unterhalb der „Transliner“-Reihe eingeordnet und teilte sich die Karosserie und die Typenreihe mit dieser (N316 SHD). Der Wagen war ursprünglich für den Export gedacht und hatte zunächst die osteuropäischen Märkte im Blick, erfreute sich aber auch auf westeuropäischen Märkten großer Beliebtheit; im ersten Jahr wurden 80 Exemplare in England, Frankreich, Italien und den Niederlanden verkauft. Später wurde das Neobody-Modell im Neoplan Polska-Werk in Bolechowo bei Posen montiert. Es konkurrierte mit dem in der Türkei produzierten MAN Lion’s Coach und dem Mercedes-Benz O 350. 1999/2000 wurde die Produktion des Neobody-Modells mit der Fortführung der Transliner-Serie beendet.